# زورنيا لاتيفوليا
زورنيا لاتيفوليا (الاسم العلمي: Zornia latifolia) هو نوع من النباتات المزهرة من الفصيلة البقولية رتبة فوليات.

## الموطن والانتشار
ينتشر في أمريكا الجنوبية ويمتد إلى أمريكا الوسطى والشمالية، يُعرف أيضًا بأنه نوع متوطن في غرب إفريقيا الاستوائية في منطقة السافانا ذات التربة الحمضية ومنخفضة الخصوبة، يتحمل هذا النبات الجفاف، في مناطق إفريقيا ينمو كعشب ضار في المروج وعلى جوانب الطرق.

## الوصف
نبات عشبي معمر ذو ساق متفرعة تتخذ شكلًا منحنيًا على الأرض ويصل طوله حوالي 50 سم.
الأوراق ثنائية على شكل رمح عريض ويصل طولها إلى 4 سم.

## الاستخدامات
البقول تستخدم علف مغذي ولذيذ للماشية، يزرع كنبات مصاحب للأعشاب.
مكون شائع في العديد من خلطات القنب الاصطناعية التي تنتج تأثيرات مهلوسة.